# غرب‌گرایی

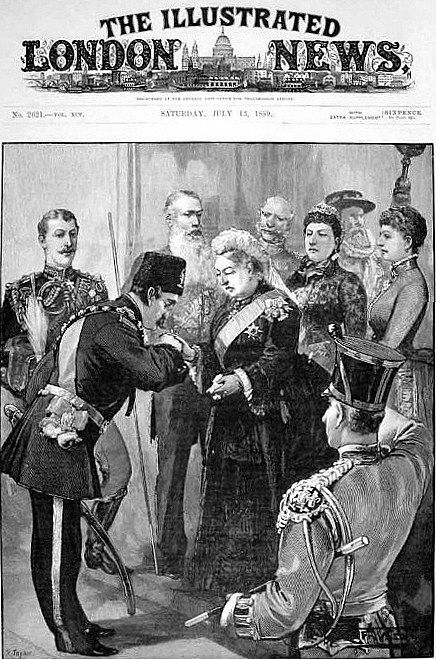
ناصرالدین شاه در حال بوسیدن دست ملکه ویکتوریا

غرب‌گرایی (به فرانسوی: Occidentalisation) (تغریب) جریان فرهنگی که در نتیجه آن جامعه یا بخشی از آن، فرهنگی را که در جهان غرب به دنبال رنسانس و رفرمیسیون و انقلاب صنعتی به وجود آمده است، به‌طور کامل یا به صورت جزئی اقتباس می‌کند. غرب‌زدگی همان غرب‌گرایی نیست، غرب‌زدگی یک نوع تمایل مبتنی بر احساس و فارغ از اندیشمندی است که از قبیل غفلت و دگماتیسم و نابخردی در روش است، ولی غرب‌گرایی نوعی گرایش است که می‌تواند و شاید مبنی بر اندیشمندی باشد و فرد غرب‌گرا مبتنی بر توجه به غرب به عنوان مآخذ اقتراح و فرآوری ایدهٔ اندیشمندانه به غرب توجه کند. از نظر جامعه‌شناسی غرب‌گرایی یکی از انواع دگرگونی فرهنگی محسوب می‌شود. برخی از جامعه شناسان این پروسه را دگرگونی اجتماعی نامیده‌اند ولی به نظر می‌رسد که اصطلاح دگرگونی فرهنگی شامل‌تر و جامع‌تر است.

## تعاریف

### ساموئل هانتینگتون
ساموئل هانتینگتون، دانشمند علوم سیاسی آمریکایی (به برخورد تمدن‌ها مراجعه کنید) وابستگی مذهبی را در نظر می‌گیرد. او بخش مسیحی غرب اروپا و آمریکای شمالی را غربی می‌داند و ۶ تمدن دیگر، از جمله آمریکای لاتین، کنفوسیوسی، ژاپنی، اسلامی، هندو و اسلاو-ارتدوکس، را بقیه می‌نامد. هانتینگتون مدعی شد که پس از پایان جنگ سرد، سیاست جهانی جنبه جدیدی یافت که در آن تمدن‌های غیرغربی دیگر دریافت کنندگان تمدن غرب نیستند بلکه به بازیگر مهم دیگری تبدیل شده‌اند. هانتینگتون بر این باور بود در حالی که عصر ایدئولوژی به پایان رسیده جهان به حالتی بازگشته است که مشخصه آن تضاد فرهنگی است. او در پایان‌نامه خود استدلال کرد که محور اصلی درگیریها در آینده فرهنگی و مذهبی خواهد بود.

### ادوارد سعید
ادوارد سعید، غرب‌گرایی را در فرایند استعماری می‌بیند. تلاش برای شبیه‌سازی سوژه به منظور تسلط مؤثرتر بر آن. سعید به آرتور بالفور، نخست‌وزیر بریتانیا از ۱۹۰۲ تا ۱۹۰۵ اشاره می‌کند که ظهور ناسیونالیسم در مصر در اواخر قرن نوزدهم را ضد سیستم «خیرخواهانه» حاکمیت اشغالگران می‌دانست. بالفور استدلال خود را برای تداوم حکومت بر مردم مصر با توسل به 'درک' انگلستان از تمدن مصر توجبه و ادعا می‌کرد که فرهنگ انگلستان آنها را برتر از مصریان ساخته است.

## غرب‌گرایی در ایران

### غرب زدگی
مقاله اصلی: غرب زدگی
غرب‌زدگی یک گفتمان مسلط بر ایران قبل و بعد از انقلاب است. از مطرح کنندگان ان می‌توان به جلال آل احمد، سید احمد فردید، داریوش شایگان و رضا داوری اردکانی اشاره کرد. غرب‌زدگی مفهومی است که احمد فردید آن را نخست در زمستان ۱۳۳۵ در مناظره با دکتر محسن هشترودی در باشگاه مهرگان مطرح کرد. انتشار کتاب غرب زدگی جلال آل احمد باعث مطرح شدن آن شد.

## غرب‌گرایی در امپراتوری عثمانی
ناکامی ترکان در تلاش برای فتح وین در سال (۱۰۹۵ ه‍.ق - ۱۶۸۳ میلادی)، سقوط منطقه آزوف به دست روس‌ها در (۱۱۱۱ ه‍.ق - ۱۶۸۳ میلادی) و دادن شبه جزیره مسلمان‌نشین کریمه به روسیه از جمله وقایعی بود که به تدریج عثمانی‌ها را آگاه به ضعف خویش در برابر غرب کرد. پس از شکست‌های پی در پی از غرب، عثمانی‌ها بدین نتیجه رسیدند که رمز پیروزی غرب در برتری نظامی و جنگی‌شان نهفته است و از این رو باید شیوه جنگی و نظامی غرب اقتباس گردد. نقطه آغاز جریان غرب‌گرایی همین احساس بود. از قرن هفدهم اصلاح طلبانی در امپراتوری عثمانی در صدد برآمدند برای تقویت مجدد امپراتوری دست به اصلاحات بزنند.